# Francis W. Sargent
Francis William Sargent, född 29 juli 1915 i Hamilton, Massachusetts, död 21 oktober 1998 i Dover, Massachusetts, var en amerikansk republikansk politiker. Han var viceguvernör i delstaten Massachusetts 1967–1971 (tillförordnad guvernör 1969–1971) och därefter guvernör 1971–1975.
Sargent studerade vid Massachusetts Institute of Technology. Han vann viceguvernörsvalet 1966 med sin slogan Put Sarge in Charge.
Guvernör John A. Volpe avgick 1969 för att tillträda som USA:s transportminister. I guvernörsvalet 1970 besegrade sedan Sargent demokraten Kevin White. Som guvernör bekämpade Sargent budgetunderskottet med skattehöjningar och nedskärningar i hälsovårdskostnader. Löneförhöjningar till delstatsanställda blockerade guvernören med sin vetorätt. Nya miljöskyddslagar stiftades och Sargent var nyckeltalare vid Jordens dag-festligheter vid MIT i samband med att dagen firades för första gången.
Sargent avled 1998 och gravsattes på Highland Cemetery i Dover.